# Malcolm Ian Logan
Malcolm Ian Logan (Nueva Gales del Sur, 3 de junio de 1931-17 de septiembre de 2022) fue un geógrafo australiano, un importante administrador universitario y finalmente, vicecanciller de la universidad de Monash entre 1987 y 1996.

## Biografía
Logan creció en Nueva Gales del Sur, asistiendo a la escuela secundaria en la remota ciudad de Tamworth. Más tarde, se trasladó a Sídney para completar una licenciatura de geografía en la Universidad de Sídney, que terminó en 1951. Después de pasar algún tiempo como docente en las escuelas secundarias, volvió a Sídney para terminar su doctorado y ocupar un puesto como profesor de Geografía y Planificación Urbana. A continuación, pasó un tiempo en diferentes universidades de Estados Unidos y Nigeria para más tarde trabajar tanto en el Banco Mundial como en la OCDE como jefe de planificación urbana.
En 1971, Louis Matheson, entonces Vicecanciller de Monash, invitó a Logan a ejercer de profesor en la importante universidad que él mismo dirigía. Aunque Logan sabía poco acerca de Monash en ese momento, quería regresar a Australia, y eligió dicha Universidad, ya que le parecía "un lugar animado y brillante". Una vez allí, se plantó rápidamente en las filas administrativas, primero como Pro Vicecanciller y luego, en 1987, como Vicecanciller.
Su liderazgo provocó una drástica expansión de la Universidad convirtiéndola en la más importante y reconocida del país. Impulsados por la Reformas Dawkins, Logan organizó enérgicamente una serie de instituciones de enseñanza superior.
Logan acabó formulando la función de "multidiversidad", similar a las grandes universidades estatales en los Estados Unidos, como la Universidad de California y la Universidad de Wisconsin-Madison. Así, Monash pasó de tener un campus en Clayton con 20.000 estudiantes, a tener sies campus con 40.000 estudiantes cada uno. Logan cerró algunas relaciones personales con miembros del gobierno como Hawke y Keating. Finalmente Logan, fue capaz de obtener cientos de millones de dólares en subvenciones para desarrollar el nuevo campus. 
También reconoció que el futuro de Australia se encontraba en Asia. En consecuencia, estableció la presencia de la enseñanza de Monash, sobre todo en Malasia, Hong Kong, Singapur, Indonesia y Laos. Después de todo, supervisó el aumento masivo de estudiantes internacionales en Monash, en particular los que venían de Asia. Más tarde, Logan estableció el vínculo de la universidad con el Grupo Sundway, una relación que dio lugar a la creación del primer campus de Monash en Malasia hacia el año 1998. Con el aumento de entrada de los estudiantes internacionales, los ingresos de la universidad aumentaron de manera espectacular, de tal forma que sus informes anuales a menudo fueron debatidos en la prensa financiera. Según se informa, Logan fue aficionado a dicha prensa, citando el presupuesto anual de su universidad, así, y ante el asombro de todos, la cantidad de dinero que manejaba Monash era incluso más superior que la del mismísimo Estado de Tasmania.
En el año de su retirada (1996), Logan se convirtió en compañero de la orden Australiana (AC) que por así decirlo, era el mayor honor que se le podía concebir a un ciudadano australiano.